# 아다치정 (후쿠시마현)
아다치정(安達町)은 후쿠시마현 아다치군에 있던 정이다. 2005년 12월 1일 아다치정 및 니혼마쓰시, 이와시로정, 도와정 등 4개 시·정이 합병하여 니혼마쓰시가 신설되고 폐지되었다.

## 역사
- 1955년 1월 1일 - 유이촌, 시부카와촌, 가미카와사키촌등 3개 촌이 합병하여 아다치촌이 되었다
- 1960년 2월 1일 - 아다치촌이 정으로 승격, 아다치정이 되었다.
- 2005년 12월 1일 아다치정 및 니혼마쓰시, 이와시로정, 도와정 등 4개 시·정이 합병하여 니혼마쓰시가 신설되고 폐지되었다.

## 교통
도호쿠 신칸센이 통과하고 있지만 정차역 아니라 아다치 도시의 대부분의 범위에서 터널을 주행 지상에 모습을 드러내지 않는다. 마찬가지로 도호쿠 자동차도 통과하지만 IC는 없다. 철도 노선은 도호쿠 본선의 아다치역을 중심으로 도로망 국도 4호를 달린다. 어느 교통이 남북 방향으로 잘 발달되어있다. 노선 버스는 후쿠시마 교통 버스가 운행되고있다. 

## 교육
- 중학교
  - 아다치 중학교
- 초등학교
  - 유이초등학교
  - 시부카와초등학교
  - 가미카와사키초등학교
  - 시모카와사키초등학교